# Milewo (powiat płoński)
Milewo – wieś sołecka w Polsce położona w województwie mazowieckim, w powiecie płońskim, w gminie Sochocin.
| SIMC    | Nazwa | Rodzaj    |
| ------- | ----- | --------- |
| 1057226 | Górka | część wsi |

W czasie wojny polsko-bolszewickiej miejsce zwycięskiej bitwy 2 Pułku Ułanów Grochowskich z bolszewickim 29 pułkiem strzelców. 
W latach 1954–1959 wieś należała i była siedzibą władz gromady Milewo, po jej zniesieniu w gromadzie Sochocin. W latach 1975–1998 miejscowość należała administracyjnie do województwa ciechanowskiego.